# Davide Campana
Davide Campana (ur. 13 września 1972 roku) – włoski kierowca wyścigowy.

## Kariera
Campana rozpoczął karierę w wyścigach samochodowych w 1990 roku od startów w Italian Touring Car Championship. Z dorobkiem pięciu punktów uplasował się tam na 24 pozycji w klasyfikacji generalnej. W późniejszych latach pojawiał się także w stawce Masters of Formula 3, Włoskiej Formuły 3, Brytyjskiej Formuły 3, Grand Prix Monako Formuły 3, Grand Prix Makau, FIA GT Championship, Euro Open by Nissan, Renault Sport Clio Trophy, German Supertouring Championship oraz German Touring Car Challenge.
W World Series by Nissan Włoch wystartował w ośmiu wyścigach sezonu 1999 z włoską ekipą Venturini Racing. Ra, podczas rundy na Autodromo Nazionale di Monza, zdołał stanąć na podium. Uzbierane 25 punktów dało mu czternaste miejsce w końcowej klasyfikacji kierowców.